# Right Hand Guy
Right Hand Guy era um seriado programada para estrear no Disney XD em 2017. - estrelada por Steele Stebbins como Jeff Halsey, um menino com uma mão direita falante. O criador, Dan Lagana, inspirou-se na Oobi programa durante o desenvolvimento do conceito.
O piloto foi feito pela Disney Media Networks, em julho de 2016. O primeiro episódio foi adicionado à programação da Disney 2017. Seria exibido em Disney XD e Disney Channel. Mas a série não foi anunciada pela emisora, entanto o projeto havia sido abandonado e olvidado.

## Enredo
Jeff Halsey é um excêntrico pré-adolescente, cuja melhor amiga é uma garota inteligente chamada Katie. Quando Jeff descobre que sua mão direita tem a capacidade de falar, ele deve acomodar seu novo companheiro (chamado de Cara, nome curto para "cara da mão direita") onde quer que ele vá. Cara, que prova ser um carismático atleta cujo charme e auto-confiança transformar Jeff e Katie em pessoas melhores no geral. 

## Elenco e personagens

### Principal
- Steele Stebbins como Jeff Halsey e Cara
- Jay Larson como Sr. Halsey
- Julia Antonelli como Katie

### Recorrente
- Lacianne Carriere como Oriole
- Arielle Gottesman como Colleen Archer

## Produção
O show foi formalmente anunciada em 26 de julho de 2016. A primeira temporada será dirigida por Cody Azul Snider e produzido por It's a Laugh Productions.